# Interattività
Nel campo dell'interazione uomo-macchina, quando l'utente trasmette un'informazione al sistema che sta utilizzando, l'interattività è la possibilità di: 
1. ottenere un'azione dal dispositivo (feedback) in tempo reale;
2. intervenire sul servizio che riceve a distanza (banche dati, telesorveglianza, sistemi di comunicazione[non chiaro], ecc.).

Esistono quindi due tipi di interazione possibile: 1) fra utente e apparecchio; 2) fra utente e fornitore del servizio.
Negli ultimi anni il concetto di interattività è stato usato in accezioni molto diverse tra loro, distinguendo l'interattività in: ”interattività di selezione”, cioè l'ampliamento della varietà delle scelte a disposizione; l'interattività intesa come intervento richiesto al fruitore; l'interattività come interfaccia antropomorfa, ovvero la capacità di simulare la conversazione e lo scambio comunicativo umano e la possibilità di “monitorare” ed osservare gli usi del mezzo, la sistematica registrazione del feedback e la possibilità che viene offerta all'utente di aggiungere proprie informazioni da mettere a disposizione di un pubblico.

## Comunicazione online
Un aspetto interessante ed importante potrebbe consistere proprio nella comunicazione on-line, che va differenziata dall'informazione cartacea, televisiva o radiofonica; infatti, se prendiamo come caso specifico un testo pubblicato on-line, il lettore non si pone nella posizione passiva di chi legge un giornale o nel semplice ascolto di una notizia di un telegiornale, ma avrà a disposizione la possibilità di reagire con diversi strumenti. Infatti l’autore del testo può, ad esempio, inserire a piè di pagina l'indirizzo di posta elettronica, dando direttamente la possibilità al lettore di commentare ciò che ha letto, o addirittura dare al lettore la possibilità di dare un voto all'articolo. Grazie a questi nuovi mezzi di comunicazione e interazione vediamo come il sistema può adeguarsi alle molteplici esigenze dell'utente.

### Interattività in rete
L'interattività è un componente essenziale del web 2.0 all'interno del paradigma del web dinamico: l'utente può interagire con il sito web visitato aggiungendo contenuti propri sotto forma di commenti, giudizi, valutazioni, contenuti multimediali come accade usualmente in blog, forum, sistemi wiki, reti sociali, sistemi di video sharing, ecc. Un altro esempio di interattività sono i dati/richieste fornite dall'utente al server tramite form.

## Interattività e multimedialità nelle scuole
A partire dai primi anni duemila nelle scuole italiane sono presenti le nuove tecnologie finalizzate per la didattica, che hanno rivoluzionato il tradizionale percorso di apprendimento.
Le risorse interattive sono utilizzate non solo dai giovani per lo studio, ma anche dai docenti: i nuovi strumenti multimediali (piattaforme e-learning, registri elettronici, ecc.) hanno facilitato il lavoro di questi ultimi rendendo più breve il tempo di preparazione di materiale didattico e più facile la valutazione degli allievi.
Uno strumento importante della multimedialità è la "lavagna interattiva" (LIM) che favorisce un miglior apprendimento dell'allievo rispetto al classico metodo della "lezione frontale" fra professori e studenti, e dell'apprendimento di tipo mnemonico-nozionistico. La lavagna elettronica permette di riprodurre audio e video (con animazioni, infografiche e storytelling) e di collegare in rete gli e-book di professori e studenti con la LIM, favorendo una maggiore interattività didattica e una migliore personalizzazione dell'opera educativa.

## Il marketing interattivo
Un mezzo di comunicazione di rilevante importanza può essere il marketing diretto e interattivo. In questa interattività rientra come valido canale il telefono, in sostituzione di tutti gli altri media, soprattutto per soddisfare le esigenze dei clienti sia per le vendite sia per ordini e acquisti. Il marketing interattivo ha dato ottimi risultati, soprattutto ad aziende che intendono acquisire nuovi clienti o nel caso in cui le relazioni con l'azienda siano appena iniziate. Per avere maggiore successo bisogna poi concludere con una presenza visiva, che porti a rafforzare la vendita con una firma scritta.